# Галиев, Ануар Абитаевич
Ануар Абитаевич Галиев (каз. Әнуар Әбітайұлы Ғалиев; 10 августа 1959, Алма-Ата, КазССР — 19 мая 2022, Алма-Ата, Казахстан) — советский и казахстанский историк, этносемиолог. Доктор исторических наук, профессор.

## Биография
Галиев родился 10 августа 1959 года в городе Алма-Ата в семье служащих.
В 1976 году поступил на исторический факультет Казахского государственного университета (ныне Казахский национальный университет имени аль-Фараби), который окончил в 1981 году.
В 1981—1984 годах работал в Кустанайском педагогическом институте стажёром-исследователем и преподавателем.
В 1984—1992 годах работал в Институте истории, археологии и этнографии им. Ч. Ч. Валиханова АН Казахской ССР, занимал должности от лаборанта до старшего научного сотрудника.
В 1992—1998 годах работал в Институте востоковедения имени Р. Б. Сулейменова АН РК, являлся учёным секретарём и заведующим отделом истории культуры народов Востока.
В 1998—2002 годах работал заместителем директора Центра кипчаковедения при Казахской государственной юридической академии.
С 2002 года являлся профессором Казахского национального университета имени аль-Фараби, Казахского университета международных отношений и мировых языков имени Абылай хана и Казахской академии труда и социальных отношений.
Умер 19 мая 2022 года после продолжительной болезни.

## Научная работа
В 1988 году Ануар Галиев защитил кандидатскую диссертацию, а в 2010 году докторскую диссертацию на тему «Этнополитические процессы у тюркоязычных народов: история и её мифологизация» по специальности 07.00.03 «Всеобщая история (восточные страны)».
Сфера научных интересов Галиева включает этносемиотику, историографию тюркских народов. Он внёс большой вклад в изучение процессов мифотворчества в историографии народов Центральной Азии. Опубликовал более семи монографий и учебников, а также 250 научных и научно-популярных статей, опубликованных в 25 странах мира. Ряд его публикаций были индексированы в базе данных Thomson Reuters и Scopus. Являлся автором ряда художественных книг по истории для юношества.

### Монографии
- Галиев А.А. Традиционное мировоззрение казахов. — Фонд Евразия, 1997. — 167 с. — ISBN 9965010765.
- Галиев А. А., Байсултанов К., Горак С. — Идеология в теории и практике государство- и национального строительства в странах Востока.
- Галиев А.А. Мифологизированная история тюркоязычных народов. — LAP, 2016. — 496 с.
- Галиев А.А. Казахское ханство. Структура, экстра-образ и знаковый аспект. — Алматы: КазУМОиМЯ им.Абылай хана, 2015. — 126 с.

## Членство в организациях и редакционных коллегиях
- Действительный член Международного научного совета Академии культурного наследия (Хельсинки, Финляндия).
- Член исполнительного комитета Международной ассоциации семиотических исследований.
- Член редколлегий научных журналов:
  - «American Index for Central Asian Scholarship» (США).
  - «Алтаистические исследования» (Институт этнологии и антропологии РАН).
  - «Cultural Values» (Рим — СПбГУ, филологический факультет, Россия),
  - «Xabar» (Бакинский славянский университет, Азербайджан)[4].